# 라파엘라 (텔레노벨라)
《라파엘라》(스페인어: Rafaela)은 2011년 방영된 멕시코의 텔레노벨라이다.